# PICO-8
PICO-8 é uma máquina virtual e um motor de jogo criado por Lexaloffle Games. É um console de videogame de fantasia que imita as capacidades gráficas e sonoras limitadas dos sistemas antigos de 8 bits dos anos 80 para incentivar a criatividade e a engenhosidade na produção de jogos sem seus criadores precisarem de se preocupar com as várias possibilidades das ferramentas e máquinas modernas. Tais limitações também dão aos jogos de PICO-8 uma aparência e sensação particulares.
O código no PICO-8 é feito com Lua, que deixa usuários criarem músicas, efeitos sonoros, sprites, mapas e jogos.
Usuários podem exportar os seus jogos como jogos da web de HTML5 ou enviar as suas criações ao bulletin board system (BBS) oficial da Lexaloffle, onde outros usuários podem jogar os jogos em um navegador da web e visualizar o código-fonte. Os jogos de PICO-8 também podem ser exportados como executáveis, que então podem ser executados em Windows, macOS ou Linux.
Um dos jogos notáveis lançados para o sistema é a versão original de Celeste, que foi criada em quatro dias como parte de uma game jam.
Em 16 de março de 2024, o Picotron foi lançado como um criador de jogos para um console de fantasia que é conceitualmente semelhante ao PICO-8.

## Capacidades
O programa PICO-8 integra um editor de código com a linguagem de programação Lua, ferramentas de criação de sprites e mapas, e um editor de efeitos sonoros e música. O programa pode carregar jogos salvos localmente em um computador, na forma de texto ou como imagens .png que usam uma codificação especial. A interface também tem um modo chamado "splore", onde jogos enviados ao BBS podem ser visualizados e então jogados com o programa PICO-8.
Os jogos de PICO-8, assim como a interface do programa em si, são limitados a uma tela de 128 × 128 pixels, 16 cores e uma saída de áudio de 4 canais.
A partir da versão 0.1.11 do programa, usuários podem exportar cartuchos de Pico-8 como executáveis autônomos para Windows, Linux (64 bits), Mac e Raspberry Pi.

### Paleta de cores
A paleta de PICO-8 contém 16 cores. As cores dela podem ser substituídas por um conjunto diferente de cores ao inserir um index de atualização de paleta com um ID de cor maior que 128. Essas cores não são oficialmente reconhecidas pelos criadores, porém são utilizadas pela comunidade e têm nomes não oficiais.

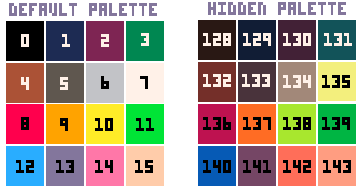
Paleta padrão de 16 cores do PICO-8 junto com 16 cores ocultas

## Desenvolvimento

Teste de paleta no LEX500, antecessor do PICO-8

Joseph White, mais conhecido pelo seu apelido Zep, começou a criar um interpretador BASIC com estilo BBC BASIC chamado LEX500. Joseph retornou mais tarde ao LEX500 enquanto criava outro motor de jogo, chamado Voxatron. Durante o desenvolvimento, Joseph mudou da sintaxe BASIC para a sintaxe de Lua 2, pois é mais fácil de usar e tem mais capacidade como linguagem de programação.  Ele adicionou ferramentas integradas, como um sequenciador de música e um editor de mapas, e decidiu renomeá-lo para PICO-8. 
Joseph se inspirou em sistemas antigos ao definir as limitações de PICO-8. A paleta de 16 cores foi inspirada no Commodore 64, os sequenciadores de música de 4 canais em Amiga 500 e a estética geral de outros hardwares dos anos 80, como o Apple IIe e o Famicom. Joseph cunhou o termo "console de fantasia" para descrever sistemas como o PICO-8 que têm limitações intencionais para se adequarem a um hardware hipotético.

## Hardware
Como um console de fantasia, o PICO-8 não tem um hardware oficial no qual se baseia e todas as suas limitações são puramente emuladas. Alguns usuários de PICO-8 que têm proficiência no uso e modificação de hardware em geral tentam inserir o sistema do PICO-8 em dispositivos com baixa potência. O PICO-8 tem uma imagem oficial para o Raspberry Pi e CHIP (enviado pré-instalado no Pocket CHIP),  e a comunidade PICO-8 conseguiu executar diretamente o software oficial ou seus jogos com emuladores de PICO-8 disponíveis no RetroArch em outros computadores de placa única.
Embora não seja possível executar o PICO-8 em dispositivos que não sejam pelo menos IA-32/amd64 ou ARM-64 devido a várias bibliotecas, alguns usuários conseguiram emular jogos p8 em vários consoles portáteis de baixa potência por meio de emuladores de código aberto, como Fake-08 e tac08, que podem funcionar até mesmo em dispositivos baseados em microcontroladores de 32 bits (mais notavelmente ESP32 ).

## Adoção

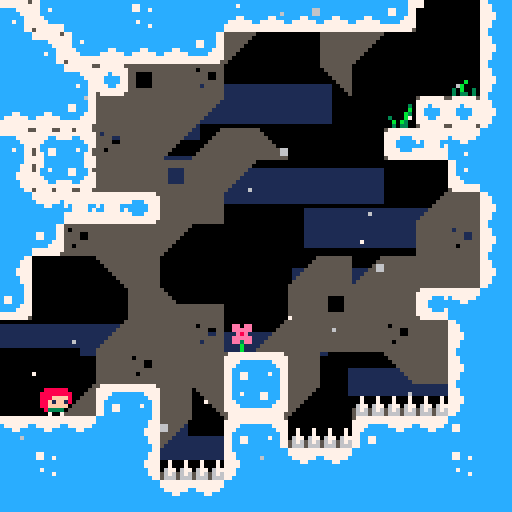
Celeste Classic, desenvolvido para PICO-8

O lançamento de PICO-8 atraiu a atenção de programadores e desenvolvedores de jogos que gostaram do desafio de desenvolver sob essas limitações, e incentivou o desenvolvimento de motores de jogos semelhantes com limitações intencionais de estilo retrô. Esses motores são agora chamados de forma comum de "consoles de fantasia", baseado na definição do termo no site de PICO-8, e simulam aproximadamente as restrições de consoles de jogos antigos e computadores. Alguns exemplos desse tipo de console são o TIC-80, que se estiliza como um "computador de fantasia", e o Pixel Vision 8, que deixa o usuário especificar as limitações de hardware simuladas sob as quais deseja desenvolver. O desenvolvimento de consoles de fantasia, bem como o desenvolvimento de jogos para eles, evoluiu para uma pequena comunidade própria de desenvolvimento e programação de jogos, quase exclusivamente como um passatempo.
PICO-8 ganhou mais atenção em 2018 com o lançamento de Celeste. Originalmente criado como um jogo de PICO-8 para um game jam, Celeste Classic se tornou um dos jogos mais populares no PICO-8 BBS, fazendo os desenvolvedores expandirem o conceito para um jogo mais abrangente e completamente realizado. A versão original de PICO-8 de Celeste é completamente jogável como um easter egg na versão completa do jogo.
Um software CAD low poly chamado picoCAD é baseado no PICO-8 e pode ser usado para fazer modelos para uso dentro e fora do PICO-8, sendo capaz de exportar modelos no formato de OBJ/MTL, assim como GIF como uma animação do modelo rodando. Desde seu lançamento, o picoCAD tem sido usado em muitos jogos 3D de PICO-8 para criar modelos. O software se popularizou na comunidade geral de pixel art e de desenvolvimento de jogos retrô devido à sua estética retrô única.
Vários remakes e demakes de jogos retrô e modernos conhecidos são feitos no PICO-8. Os mais notáveis incluem Terra (Terraria), Poom (Doom), Fuz (Fez), Low Mem Sky (No Man's Sky) e unDUNE II (Dune II).
O PICO-8 também recebeu interesse na demoscene, devido às suas grandes restrições, atraindo programadores e músicos que desejam fazer demos em estilo retrô para o console.

Em março de 2024, vários jogos de PICO-8 foram adicionados como gabinetes ao Arcade Legend, um jogo de realidade virtual onde os jogadores podem jogar jogos de arcade retrô.